# Gabriel Rosset
Pour les articles homonymes, voir Rosset.
Gabriel Rosset, né le 28 novembre 1904 et mort le 30 décembre 1974, est un enseignant français.
C'est le fondateur de l'association Le Foyer Notre-Dame des Sans-Abri,.

## Biographie
Gabriel Rosset est né en 1904 à Champier, près de La Côte-Saint-André, en Isère. Il voit le jour dans une modeste famille d'origine paysanne. Son père exerçait le métier de gendarme.
Il entre à l'école normale primaire de Grenoble puis à l'École normale supérieure de Saint-Cloud. Il fréquente de 1920 à 1923 l'École Normale d'Instituteurs de Grenoble, puis de 1923 à 1925 la Faculté de Lettres et l'École Normale d'Instituteurs de Lyon. Après avoir réussi ses examens, il devient professeur de français et est chargé de la formation de futurs instituteurs. Gabriel Rosset occupe ensuite différents postes de professeur laïque, à Albert (Somme) en 1927, à Thonon et Bonneville (Haute-Savoie) de 1928 à 1934, puis au Lycée Alexandre Lacassagne de Lyon où il reste de 1934 jusqu'à sa retraite en 1965.

## Le Foyer Notre-Dame des Sans-Abri
Le 24 mai 1950, Gabriel Rosset crée avec Georges Belleville et Henri Tournissou l’association loi de 1901 Le Foyer Notre-Dame des Sans-Abri, en réaction aux nombreux décès qui touchent des hommes sans familles ni ressources passant la nuit sous les ponts de Lyon. Gabriel Rosset leur distribue des couvertures et en héberge certains à son domicile.
La veille de Noël 1950, dans un ancien café-comptoir désaffecté du 7e arrondissement de Lyon, Gabriel Rosset et une petite équipe ouvrent les portes du premier centre d’hébergement de l’association. Ils y accueillent 11 hommes la première nuit, 50 la deuxième, puis bientôt les locaux deviennent trop étroits.
Fin 1952, ce centre est démoli pour être remplacé par l’immeuble actuel situé au 3 rue Père Chevrier. Il possède alors deux grands dortoirs où une centaine d’hommes seuls peuvent trouver des draps propres, de quoi se nourrir et se laver. Ils y sont soutenus et écoutés par des bénévoles qui les aident à retrouver du travail. Avec ses élèves et des bénévoles, il fonde plusieurs autres foyers pour sans-abris, qu'il mit sous la protection de la Vierge Marie.
Début 1954, la venue à Lyon de l'abbé Pierre et sa visite du Foyer initie d'importants développements. Pour mieux remplir sa mission, l'équipe du Foyer décide de passer d’un seul asile de nuit pour hommes isolés à un ensemble de réponses, notamment des logements d’urgence, pour accueillir des familles.
L’Abbé Pierre suscite ainsi la fondation d’un Comité Lyonnais de Secours d’Urgence aux sans-abri (CLSU), dit comité Abbé Pierre, parallèle à l’association du Foyer Notre-Dame des Sans-Abri, avec un programme de construction de logements de dépannage et de rénovation de locaux vacants. Grâce à l’aide de donateurs, des terrains sont achetés afin de construire des logements pour les familles qui s'entassent dans les bidonvilles de la banlieue lyonnaise. Le Maire de Lyon, Louis Pradel, accompagne Gabriel Rosset dans ces bidonvilles. Cette visite initie une collaboration suivie entre les œuvres privées et les pouvoirs publics. Des chalets en bois sont construits pour parer au plus pressé, puis des maisons en semi-rigide prendront le relais dans les années 60.
Gabriel Rosset écrit : « Quand on est sûr que le secours des gens en perdition ne peut venir d'ailleurs, on apporte ce que l'on peut, l'aide si limitée soit elle. C'est toujours le même pas qu'on recommence. Guillaumet expliquait aussi à Saint-Exupéry comment il était arrivé à traverser les Andes. Nous avions à faire de même pour franchir les obstacles énormes qui s'opposaient à la construction, par nos propres moyens, des nombreuses maisons indispensables ».
Pour Gabriel Rosset, être à l’abri ne suffit pas : il faut que les familles puissent être intégrées le mieux possible sur le lieu de résidence. Des activités sont offertes aux enfants et adolescents : aide aux devoirs, dessin, musique, sport ; des chantiers initient les plus grands aux métiers du bâtiment. Des actions sont également réalisées par des bénévoles en direction des parents par des ateliers de puériculture, d’hygiène, travaux de couture et de lingerie, ou d’équilibre du budget.
En 20 ans, 1 500 logements voient le jour à Lyon et dans sa banlieue. Pour favoriser la promotion des familles logées dans ces logements « de transit », Le Foyer crée en 1972 une société, la S.A. d'HLM Gabriel Rosset. Des immeubles plus grands remplacent les constructions légères des premières années. En 1999, l’OPAC du Rhône devient l'actionnaire majoritaire de cette S.A. d'HLM, Le Foyer se consacrant à ses missions d’accueil, d'hébergement, d’accompagnement et d'insertion.
Peu de temps avant sa mort, Gabriel Rosset écrit : « Si quelqu’un nous avait dit, en 1954, que nous allions construire 1 500 logements pour 3 000 adultes et plus de 6 000 enfants dans nos cités de transit — ce qui représente la construction d’une ville de 8 à 10 000 habitants — nous l’aurions pris pour un fou. Et c’est cela qui est arrivé ».
Encore en pleine activité à 70 ans, après avoir fêté Noël comme chaque année avec des sans-abri, Gabriel Rosset va se recueillir le 26 décembre 1974 à la Trappe Notre-Dame-des-Dombes au Plantay (Ain). Atteint d'une hémorragie cérébrale, il décède à l'Hôtel-Dieu de Lyon le 30 décembre.
Lors des funérailles, le Cardinal Renard exprima le souhait « que Dieu soit toujours servi dans ses pauvres sur notre terre lyonnaise comme il le fut par notre ami ».

## Hommages
- Un collège lyonnais porte son nom[8],[9]

- Un jardin lyonnais porte son nom[10].

- Le premier foyer de l'association, rue du Père Chevrier, porte son nom[11].
- Une rue de La Côte-Saint-André porte son nom[12].
- Un mur peint de Lyon (porte de Valvert- entre Lyon et Tassin-la Demi-Lune) porte le visage de Gabriel Rosset[13].
- Une Maison Familiale porte son nom à Ambérieu-en-Bugey (Alfa3A)

### Association des amis de Gabriel Rosset: acteur de la  béatification du serviteur de Dieu
Ayant acquis une véritable réputation de sainteté auprès de bon nombre de fidèles, (plus de 50 témoignages actés lors de l'enquête diocésaine), une enquête diocésaine s'est ouverte pour sa béatification et canonisation  le 23 février 2006 dans l'Archidiocèse de Lyon. l' association « Les Amis de Gabriel Rosset » s'est  formée en 1999 pour promouvoir cette cause.
Le dossier en béatification est étudié par la Congrégation pour la Cause des Saints.La Positio est en cours de finalisation (2025).
Cardinale Gabriel-Marie Garrone: Lettre 8 mars 1982: « Je suis personnellement d'accord avec le service que cette cause peut rendre, ne serait-ce que par l'enquête qu'elle suscitera ».
Georges Belleville: Ami de Gabriel Rosset, Professeur de Philosophie à Lyon: « Cela prouverait qu'au cœur de l'Université, ce n'est pas le laïcisme qui règne seul ».
François Asensio est le Postulateur de la Cause en béatification du Serviteur de Dieu: Gabriel Rosset.

### de Gabriel Rosset
- Rencontres avec la nuée de feu, Lyon, EDIPRIM, 1975.
- J'étais sans abri et tu m'as accueilli, Paris, Éditions Nouvelle Cité, 1981. (textes présentés par des amis du Foyer Notre-Dame des Sans-Abri ; préf. d'André Latreille) Nouv. éd. : Paris, Éditions Nouvelle Cité, 2004.

### sur Gabriel Rosset
- Jean Barbier, Gabriel Rosset, l'apôtre des sans-logis, S.O.S., 1979, 171 p. (ISBN 978-2-7185-0860-3, lire en ligne)
- Michel Catheland "Gabriel Rosset - Ne te dérobe pas à ton semblable" Collection "Sur la Route des Saints" - N° 36. Editions Jésuites - Paris-Namur - 2019  (ISBN 978-2-87356-816-0)

Philippe Barbarin, Philippe Curbelié, Jean Étèvenaux, Christian Delorme et François Asensio, Figures lyonnaises de la foi : conférences de Carême 2014 à Fourvière, Parole et silence, 2014 (ISBN 978-2-88918-260-2)
- Dictionnaire du monde religieux dans la France contemporaine, Tome 6 : Le Lyonnais, le Beaujolais, 1994.
- Actes des deux colloques sur Gabriel Rosset. 26 mai 2010  Bibliothèque Municipale de La Part-Dieu - 28 novembre 2014 -Don -Bosco Lyon
- Bande -Dessinée- François Asensio- Jean-Marie Cuzin : Gabriel Rosset, Professeur de l'école Laïque et Fondateur du Foyer Notre-Dame des Sans-Abri.. Editions Du Signe- 2019 .  (ISBN 978-2- 7468-3812-3)
- Pierre Vella : Film :Le Cœur et l'Ouvrage . 2019; 52' :Diffusé sur KTO
- Parole et Prière : Groupe ELIDIA - N° ISSN 2109-5728-  mars 2020. Participation François Asensio. Textes: François Asensio- Annie Papillon
- François Asensio: Gabriel Rosset: Film: Un moine dans l'âme. 2020; 26'. Diffusé sur KTO
- Baptiste Asensio Clip Chanson sur Gabriel Rosset. 2020. 3' ; Diffusé sur KTO (Respirations).
- François Asensio: Livre: 365 Jours avec Gabriel Rosset: 2020; Editions Du Signe.  (ISBN 978-2-7468-4047-8)
- François Asensio: Organisateur d'exposition sur Gabriel Rosset dans votre lieu :Diocésain- Paroissial- Congrégation-Sanctuaires -Associatif-  autres
- François Asensio: Film: Un coeur de Pauvre Crèche à Fourvière- Novembre 2021:  26'
- François Asensio: Film Reportage sur l'audience Privée avec le pape François le 13 novembre 2024 au Vatican: 62 minutes
- François Asensio (en cours) :Film :Gabriel Rosset dans la lignée du magistère des Papes. sortie Juin 2026